# Kanotsport vid olympiska sommarspelen 1952
Kanotsport vid olympiska sommarspelen 1952 paddlades i Finland. 

## Medaljsummering
Herrar
| Event                       | Guld                                    | Silver                                         | Brons                                 |
| C-1 1000 meter Detaljer...  | Josef Holeček Tjeckoslovakien           | János Parti Ungern                             | Olavi Ojanperä Finland                |
| C-1 10000 meter Detaljer... | Frank Havens USA                        | Gábor Novák Ungern                             | Alfréd Jindra Tjeckoslovakien         |
| C-2 1000 meter Detaljer...  | Danmark Bent Peder Rasch Finn Haunstoft | Tjeckoslovakien Jan Brzák-Felix Bohumil Kudrna | Tyskland Egon Drews Wilfried Soltau   |
| C-2 10000 meter Detaljer... | Frankrike Georges Turlier Jean Laudet   | Kanada Kenneth Lane Donald Hawgood             | Tyskland Egon Drews Wilfried Soltau   |
| K-1 1000 meter Detaljer...  | Gert Fredriksson Sverige                | Thorvald Strömberg Finland                     | Louis Gantois Frankrike               |
| K-1 10000 meter Detaljer... | Thorvald Strömberg Finland              | Gert Fredriksson Sverige                       | Michel Scheuer Tyskland               |
| K-2 1000 meter Detaljer...  | Finland Kurt Wires Yrjö Hietanen        | Sverige Lars Glassér Ingemar Hedberg           | Österrike Max Raub Herbert Wiedermann |
| K-2 10000 meter Detaljer... | Finland Kurt Wires Yrjö Hietanen        | Sverige Gunnar Åkerlund Hans Wetterström       | Ungern Ferenc Varga József Gurovits   |

Damer
| Event                     | Guld                | Silver                      | Brons                     |
| K-1 500 meter Detaljer... | Sylvi Saimo Finland | Gertrude Liebhart Österrike | Nina Savina Sovjetunionen |

## Medaljtabell
| Pl. | Nation          | Guld | Silver | Brons | Totalt |
| --- | --------------- | ---- | ------ | ----- | ------ |
| 1   | Finland         | 4    | 1      | 1     | 6      |
| 2   | Sverige         | 1    | 3      | 0     | 4      |
| 3   | Tjeckoslovakien | 1    | 1      | 1     | 3      |
| 4   | Frankrike       | 1    | 0      | 1     | 2      |
| 5   | Danmark         | 1    | 0      | 0     | 1      |
| 5   | USA             | 1    | 0      | 0     | 1      |
| 7   | Ungern          | 0    | 2      | 1     | 3      |
| 8   | Österrike       | 0    | 1      | 1     | 2      |
| 9   | Kanada          | 0    | 1      | 0     | 1      |
| 10  | Tyskland        | 0    | 0      | 3     | 3      |
| 11  | Sovjetunionen   | 0    | 0      | 1     | 1      |